# Paradoxe du bol de Galilée
Le paradoxe du bol de Galilée est un paradoxe prétendant démontrer qu'un point est égal à un cercle. Popularisé par Galilée — même s'il n'en est pas l'auteur —, ce paradoxe implique de raisonner sur les ensembles finis et infinis, ce pour quoi les mathématiciens du XVIIe siècle étaient mal armés.

## Définition
En utilisant des notations modernes, on définit deux volumes : 
- {\displaystyle V_{1}} est le « bol », c'est un cylindre de rayon 1 et de hauteur 1, auquel on a soustrait une demi-sphère de rayon 1, concentrique à la face supérieure.
- {\displaystyle V_{2}} est un cône de rayon 1 et de hauteur 1.

Les deux volumes sont placés sur un même plan horizontal {\displaystyle z=0}, leurs sommets sont en  {\displaystyle z=1}.
On coupe les deux volumes avec un plan d'ordonnée {\displaystyle z_{0}\in [0,1]}.
Les deux sections des deux volumes par le plan sont égales. 
Pour le volume 1, la section est la différence entre deux disques, l'un de rayon 1, l'autre déterminé par la sphère :
{\displaystyle S_{1}(z_{0})=\pi -\pi \times (1-(1-z_{0})^{2})=\pi (1-z_{0})^{2}}
Pour le volume 2, la section est un cercle, de rayon {\displaystyle (1-z_{0})}, d'où {\displaystyle S_{2}(z_{0})=S_{1}(z_{0})}.
De même, les deux sous-volumes situés au-dessus du plan sont égaux. 
{\displaystyle V_{1}^{sup}(z_{0})=\int _{z_{0}}^{1}{S_{1}(z)dz}}
{\displaystyle V_{2}^{sup}(z_{0})=\int _{z_{0}}^{1}{S_{2}(z)dz}}
{\displaystyle V_{1}^{sup}(z_{0})=V_{2}^{sup}(z_{0})={\frac {\pi (1-z_{0})^{3}}{3}}}
Lorsque le plan de coup arrive au sommet des volumes ({\displaystyle z_{0}=1}), {\displaystyle S_{1}} est réduit à un cercle, tandis que {\displaystyle S_{2}} est réduit à un point (le sommet du cône). On est alors face à une situation paradoxale : un cercle serait égal à un seul point.

## Historique
Le problème est popularisé par le Discours concernant deux sciences nouvelles publié par Galilée en 1638, dans une discussion portant sur la nature de l'infini. Un volume ou une surface sont conçus comme un nombre de points, et le résultat semble prouver qu'un cercle, comprenant une infinité de points, est égal à un seul point, donc que un et l'infini sont égaux. Galilée ne prend pas partie sur la résolution de la question.
Honoré Fabri, Bonaventura Cavalieri et Stefano Gradi ont travaillé à proposer des réponses au paradoxe.